# Trouble (Neon Jungle)
Trouble è il primo singolo del gruppo musicale britannico Neon Jungle, pubblicato il 30 agosto 2013.

## Video musicale
Il 12 luglio 2013 è stato pubblicato su VEVO YouTube un teaser di 22 secondi, ed il 15 luglio successivo è stato reso disponibile l'intero video.

## Classifiche
| Classifica (2013) | Posizione massima |
| ----------------- | ----------------- |
| Regno Unito       | 12                |